# Chiesa dei Santi Nazario e Celso (Personico)
La chiesa parrocchiale dei Santi Nazario e Celso è un edificio religioso che si trova a Personico, in Canton Ticino.

## Storia
La struttura viene citata per la prima volta in documenti storici risalenti al 1256. Nel XVI secolo venne costruito il coro e nel 1727 l'intera costruzione venne sostanzialmente rimaneggiata. Nel 1874 si operò un prolungamento in direzione nord-ovest.

## Descrizione
La chiesa ha una pianta ad unica navata suddivisa in tre campate, con copertura a botte. Sui fianchi della navata si aprono due cappelle laterali. L'interno è ornato da affreschi del 1876, realizzati da Stefano e Tommaso Calgari.